# Liste de points extrêmes de la Colombie
Voici une liste de points extrêmes de la Colombie.
| Punta Gallinas Quebrada San Antonio Cabo Manglares île San José Cayo Bajo Nuevo Cayos Albuquerque Pic Cristóbal Colón |

## Latitude et longitude

### Territoire continental
- Nord : Punta Gallinas, Péninsule de Guajira. 12° 27′ 30″ N, 71° 40′ 07″ O
- Sud : Quebrada San Antonio, Amazone. 4° 13′ 38″ S, 69° 56′ 50″ O
- Ouest : Cabo Manglares, embouchure du Río Mira (océan Pacifique). 1° 38′ 26″ N, 79° 00′ 36″ O
- Est : île San José, Río Negro (face à la Piedra del Cocuy). 1° 13′ 51″ N, 66° 51′ 19″ O

### Totalité du territoire
- Nord : Caye Bajo Nuevo, mer des Caraïbes. 15° 50′ 24″ N, 78° 40′ 37″ O
- Sud : Quebrada San Antonio, Amazone. 4° 13′ 38″ S, 69° 56′ 50″ O
- Ouest : Caye Albuquerque (es), mer des Caraïbes. 12° 07′ N, 81° 45′ O
- Est : île San José, Río Negro (face à la Piedra del Cocuy). 1° 13′ 51″ N, 66° 51′ 19″ O

## Altitude
- Maximale : Pic Cristóbal Colón (5 775 mètres)
- Minimale : océan Atlantique, océan Pacifique